# Compra de comida online
Um serviço para compra de comida online é um serviço online que oferece menus interativos que permitem aos clientes fazer pedidos em restaurantes locais. Muito parecido com o pedido online de bens de consumo, muitos deles permitem que os clientes mantenham uma conta com eles, a fim de facilitar o pedido com frequência. Um cliente pesquisará por um restaurante preferido, escolherá entre os itens disponíveis e escolherá entrega ou coleta. O pagamento pode ser feito por cartão de crédito ou em dinheiro, com o restaurante retornando uma porcentagem para a empresa de alimentos online.

## Tipos de serviços
Enquanto o comércio eletrônico existe há mais de uma década, o abismo entre a alimentação e a Internet levou mais tempo.
Os primeiros restaurantes a adotar serviços para comprar alimentos online foram franquias corporativas, como a Domino's e a Papa John's.
Outras franquias de pizza, como a Pizza Hut, rapidamente adaptaram os serviços para pedidos de alimentos online.

### Controlada pelo restaurante
A infraestrutura de implantação preexistente dessas franquias era muito conveniente para um sistema de pedidos online. Em 2008, a Papa John's International anunciou que suas vendas online cresceram em média mais de 50% por ano e se aproximaram de US$ 400 milhões apenas em 2007.
Empresas locais juntaram-se a empresas de comércio eletrônico para fazer pedidos com mais rapidez e precisão.
Annie Maver, diretora de operações da The Original Pizza Pan, Inc., de Cleveland, Ohio, diz que o sistema é bom para clientes que não falam inglês.
Alguns restaurantes adotaram pedidos online, apesar de não terem sistemas de entrega, usando-o para administrar pedidos para viagem ou para fazer reservas.

### Independente
Empresas independentes de pedidos de alimentos online oferecem três soluções.
Uma deles é um serviço de software em que os restaurantes compram software de banco de dados e gerenciamento de contas da empresa e gerenciam os pedidos online.
A segunda solução é um serviço baseado na Web, com o qual os restaurantes assinam contratos com um site de pedidos online de alimentos que pode atender às ordens de muitos restaurantes em uma área regional ou nacional.
A terceira é criar e entregar alimentos, comidas ou kits diretamente dos sites e enviar diretamente aos consumidores.
Uma diferença entre os sistemas está em como o menu online é criado e atualizado.
Os serviços gerenciados fazem isso por telefone ou e-mail e os serviços não gerenciados exigem que o cliente faça isso. Alguns sites usam assistentes para encontrar o menu mais apropriado para o cliente.

### Tendências crescentes de pedidos e entrega de alimentos online
De 2014 a 2016, encomendas e entregas online cresceram 300% em relação aos anos anteriores. De acordo com um relatório de pesquisa conduzido pelo UBS chamado “Is the Kitchen Dead?”,
Os pedidos online começaram a se tornar a norma, graças à conveniência, precisão e capacidade de integrar pagamentos. Em escala, com a oferta e a assinatura de entrega de alimentos preparados em todos os lugares pode potencialmente significar o fim de cozinhar em casa.
De acordo com Hudson Riehle, SVP dos Serviços de Pesquisa e Inovação da National Restaurant Association
O elemento fora da premissa foi o principal responsável pelo crescimento da indústria na última década e não vai diminuir até 2018 e além. Do ponto de vista do consumidor, não há nada mais conveniente do que ter o restaurante indo até eles.